# Almindsyssel
Almindsyssel var i middelalderen et syssel i det sydlige Østjylland der bestod af:
- Andst Herred
- Brusk Herred
- Elbo Herred
- Holmans Herred
- Jerlev Herred
- Slavs Herred

Området ligger mellem Kolding og Vejle, men rækker også ind til Grindsted i det midtjyske.
55°37′N 9°28′Ø / 55.617°N 9.467°Ø